# Orbivirus
Die Gattung Orbivirus ist ein Mitglied der Virus-Familie Reoviridae, Unterfamilie Sedoreovirinae.
Im Gegensatz zu den anderen Reoviren werden Orbiviren als Arboviren klassifiziert, da sie durch Gliederfüßer (Arthropoden) übertragen werden.
Die Gattung enthält derzeit 22 Arten (Spezies), Typusart ist das Blauzungenvirus (englisch Bluetongue Virus). Es gibt mindestens 130 verschiedene Serotypen.
Orbiviren können eine Vielzahl von Arthropoden- und Wirbeltierwirten infizieren und sich in ihnen replizieren.
Orbiviren sind benannt nach ihren charakteristisch Donut-förmigen Kapsomeren (lateinisch orbis ‚Kreis, das Rund, Rundung‘).
Viele Orbiviren werden von blutsaugenden Insektenvektoren übertragen, insbesondere von Zecken und Mücken – unter den letzteren Sandfliegen (Psychodomorpha) sowie vor allem Stechmückenartige (Culicomorpha) wie Stechmücken und Gnitzen (Gattung Culicoides).
Sie haben ein breites Wirtsspektrum, das Rinder, Ziegenartige (Caprini: Ziegen und Schafe), wilde Wiederkäuer, Pferde (Familie Equidae), Kamele (Familie Camelidae), große hunde- und katzenartige Fleischfresser, Faultiere, Fledertiere, Beuteltiere, Vögel und Primaten wie den Menschen umfasst.
Die drei wirtschaftlich bedeutendsten Orbivirus-Spezies sind das Blauzungenvirus,
das Afrikanische-Pferdepest-Virus und das Epizootische-Hämorrhagie-Virus, die alle durch Culicoides-Arten übertragen werden.

## Aufbau

Schemazeichnung eines Virions der Gattung Orbivirus in verschiedenen Ansichten

Die Vironen (Virusteilchen) in der Gattung Orbivirus sind nicht umhüllt mit einem Durchmesser von 70–80 nm.
Die Viruspartikel sind in ihrer äußeren Erscheinung annähernd kugelförmig und haben dabei eine ikosaedrische Symmetrie.
Das Genom ist umgeben von einer äußeren und einer inneren Kapsidschicht umgeben mit einer Triangulationszahl T=13 (außen) oder T=2 (innen).
Es gibt also zwei konzentrische Proteinschalen,
- die innere Subcore-Schicht (subcore layer), die 120 Kopien des Proteins VP3 enthält,
- und die äußere Kernoberflächenschicht (core-surface layer), die aus 780 Kopien der Proteins VP7 besteht.

Dazu kommen mit VP1, VP4 und VP6 weitere kleinere enzymatische Proteine, die zusammen mit den 10 Genomsegmenten im zentralen Raum des Viruskerns verpackt sind.
Auf der äußeren Kapsidschicht der Orbiviren sitzen zwei zusätzliche Strukturproteinen (VP2 und VP5), die die Anhaften an und Eindringen in die Wirtszelle während des Beginns der Infektion vermitteln.
Die äußeren Kapsidproteine sind variabler als die Kernproteine und die meisten nichtstrukturellen Proteine,
und die Spezifität ihrer Reaktionen mit neutralisierenden Antikörpern bestimmt den jeweiligen Serotyp.

## Genom

Genomkarte der Gattung Orbivirus

Orbiviren haben ein doppelsträngiges RNA-Genome und werden daher in der Baltimore-Klassifikation als Gruppe-III-Viren klassifiziert.
Ihr Genom ist linear und in 10 Segmente unterschiedlicher Länge unterteilt.
Pro Virusteilchen wird eine Kopie eines jeden dieser Gensegmente verpackt.
In den meisten Fällen kodiert jedes Gensegment einen einzelnen offenen Leserahmen (englisch Open Reading Frame, ORF).
Das Genom kodiert sieben Hauptstrukturproteine (VP1 – VP7) und drei Nichtstrukturproteine (NS1-NS3).
Ausnahmen von der Ein-Gen-Eins-Protein-Regel sind Segment 9 (Seg-9) und Segment 10 (Seg-10), die beide zwei nahezu identische Proteine kodieren, (VP6 und VP6a kodiert von Seg-9, NS3 und NS3a kodiert von Seg-10).
Ein ORF überspannt fast die gesamte Länge des Genomsegments 9 und codiert VP6 (die virale Helikase).
Ein zweiter ORF (OrfX) ist ebenfalls in diesem Segment vorhanden und kodiert ein viertes nichtstrukturelles Protein (NS4),
wie sich aus der Sequenzanalyse verschiedener Orbiviren ergab wie etwa dem Great Island-Virus, das einen langen NS4-ORF (von etwa 21 kDa) enthält.
Die Existenz von NS4 wurde 2011 experimentell bestätigt bei verschiedenen Orbiviren, die von Zecken und von anderen Insekten übertragenen werden.
NS1 ist das am häufigsten vorkommende Protein in Zellen, die vom Blauzungenvirus infiziert werden.
Es bildet Röhrchen, die vermutlich am Transport (der Translokation) der Tochtervirionen zur Zellmembran beteiligt sind.
NS2 wird durch zelluläre Kinasen phosphoryliert und ist ein wichtiges Matrixprotein der körnigen viralen Einschlusskörper, die sich im Zytoplasma infizierter Zellen bilden.
Diese viralen Einschlusskörper fungieren als Zentren der viralen Replikation.
Die Membranglykoproteine NS3 und NS3a werden in Insektenzellen in großer Anzahl erzeugt (exprimiert), nicht jedoch in Säugetierzellen.
Sie sind an der schließlichen Freisetzung von Tochtervirionen aus den infizierten Zellen beteiligt sollten daher von entscheidender Bedeutung sein für Virulenz und für die Eignung eines Vektors.

## Replikation
Viele Orbiviren infizieren bevorzugt Endothelzellen.
Orbiviren gelangen durch Endozytose in die Wirtszelle, anschließend wird das äußere Kapsid entfernt.
Der gesamte Zyklus der Virusreplikation findet dann im Zytoplasma der Wirtszelle statt.
Nach der Transkription des viralen Genoms in mRNA  wird diese unter Verwendung der Ribosomen der Wirtszelle in Proteine übersetzt.
Diese viralen Proteine werden 2–14 Tage nach der Erstinfektion synthetisiert.
Neue Vironen setzen sich von selbst im Zytoplasma zusammen (self-assembly)
und werden dann durch Knospenbildung (budding) aus der Wirtszelle freigesetzt.
Während des Knospungsprozesses erwerben sie vorübergehend eine Lipidhülle,
die nach ihrer Freisetzung für kurze Zeit nachgewiesen werden kann, aber anschließend wieder verloren geht.

## Krankheitsbild
Orbiviren verursachen hauptsächlich Krankheiten bei Tieren.
Die verschiedenen Orbivirus-Arten weisen unterschiedliche Wirtsspezifitäten auf.
Orbiviren sind durch Vektoren übertragene Krankheitserreger.
Als Vektoren dienen Mücken (Stechmücken, Gnitzen, Sandfliegen) und Zecken, durch die sei zwischen Wirbeltieren übertragen werden.
Das Blauzungenvirus (BTV) ist ein Orbivirus, das bei Schafen, Rindern, Ziegen und wilden Huftieren eine Blauzungenkrankheit verursacht.
BTV steht seit drei Jahrzehnten an der Spitze molekularer Studien und ist heute eines der am besten verstandenen Viren auf molekularer und struktureller Ebene.
Andere Arten von Orbiviren sind für andere Tierkrankheiten wie die Afrikanische Pferdepest und die Pferdeenzephalose verantwortlich.

## Klassifikation

### Systematik
Die Gattung Orbivirus wird aufgrund ihres dsRNA-Genoms in die Baltimore-Gruppe 3 klassifiziert.
Mit der Einstufung als Gattung Orbivirus innerhalb der Familie Reoviridae wurde die frühere Einstufung als eigenständige Familie Oribiviridae durch das International Committee on Taxonomy of Viruses (ICTV) revidiert.
Die Gattung gliedert sich mit Stand Mai 2024 taxonomisch wie folgt – die Vertreter der einzelnen Virusspezies sind National Center for Biotechnology Information (NCBI) entnommen.
Bereich: Riboviria, Reich: Orthornavirae

Phylum: Duplornaviricota (Vertreter sind dsRNA-Viren), Klasse: Resentoviricetes
- Ordnung: Reovirales

- Familie: Reoviridae

- Unterfamilie: Sedoreovirinae

- Gattung: Orbivirus (veraltet: "Bluetongue virus"–like viruses, Blauzungenvirus-ähnliche Viren)

- Spezies Orbivirus alphaequi mit African horse sickness virus (AHSV, Afrikanisches Pferdepestvirus)

- African horse sickness virus 1 bis 9

- Spezies Orbivirus alphamitchellense mit Corriparta virus (CORV, Corriparta-Virus)
- Spezies Orbivirus betaequi mit Equine encephalosis virus (EEV, Equines Encephalosis-Virus)

- Equine encephalosis virus 1 bis 7

- Spezies Orbivirus betamitchellense mit Wallal virus (WALV, Wallal-Virus)
- Spezies Orbivirus caerulinguae (ehem. Typusart) mit Bluetongue virus (BTV, Blauzungenvirus)

- Australian bluetongue virus
- Bluetongue virus 1
- Bluetongue virus 2 inklusive Corsican bluetongue virus
- Bluetongue virus 3 bis 24, sowie 26
- Bluetongue virus isolate Kol-2

- Spezies Orbivirus changuinolaense mit Changuinola virus (CGLV, Changuinola-Virus)
- Spezies Orbivirus chenudaense mit Chenuda virus (CNUV, Chenuda-Virus)
- Spezies Orbivirus chobarense mit Chobar Gorge virus (CGV)

- Bukakata virus
- Fomede virus

- Spezies Orbivirus deltamitchellense mit Wongorr virus (WGRV, Wongorr-Virus)
- Spezies Orbivirus eubenangeense mit Eubenangee virus (EUBV, Eubenangee-Virus)

- Eubenengee virus
- Tilligerry virus
- Ngoupe virus
- Tilligerry virus

- Spezies Orbivirus gammaequi mit Peruvian horse sickness virus (PHSV, Peruanisches Pferdepestvirus)

- Elsey virus

- Spezies Orbivirus gammamitchellense mit Warrego virus (WARV, Warrego-Virus)
- Spezies Orbivirus lebomboense mit Lebombo virus (LEBV, Lebombo-Virus)
- Spezies Orbivirus magninsulae mit Great Island virus (GIV)

- Broadhaven virus
- Kemerovo virus
- Lipovnik virus
- Muko virus
- Nugget virus
- Tribec virus
- Kemerovo-Virus (en. Kemerovo virus, KEMV)
- Lipovnik-Virus (en. Lipovnik virus, LIPV, Vektor: Zecken)
- Tribec-Virus (auch Tribeč-Virus, en. Tribec virus, Tribeč virus, TRBV)

- Spezies Orbivirus orungoense mit Orungo virus (ORUV, Orungo-Virus)
- Spezies Orbivirus palyamense mit Palyam virus (PALV, Palyam-Virus)

- Bunyip Creek virus
- Chuzan-Virus (en. Chuzan virus, CHUV)
- CSIRO Village virus
- D'Aguilar virus
- Gweru virus
- Marondera virus
- Marrakai virus
- Nyabira virus

- Spezies Orbivirus ruminantium mit Epizootic hemorrhagic disease virus (EHDV, Epizootische-Hämorrhagie-Virus)

- Epizootic hemorrhagic disease of deer virus
- Epizootic hemorrhagic disease virus 1, 2, 4 bis 8
- Ibaraki virus

- Spezies Orbivirus saintcroixense mit St Croix River virus (SCRV)
- Spezies Orbivirus trinidadense mit Ieri virus (IERIV)
- Spezies Orbivirus umatillaense mit Umatilla virus (UMAV)

- Koyama Hill virus

- Spezies Orbivirus wadmedaniense mit Wad Medani virus (WMV)
- Spezies Orbivirus yunnanense mit Yunnan orbivirus alias Yunnan virus (YUOV, Yunnan-Orbivirus)

nicht klassifizierte Orbiviren (Auswahl)
- Spezies „Aniva virus“
- Spezies „Anopheles annulipes orbivirus“
- Spezies „Anopheles hinesorum orbivirus“
- Spezies „Arakonam virus“
- Spezies „Baku virus“
- Spezies „Bat orbivirus“
- Spezies „Big Cypress orbivirus“
- Spezies „California mosquito pool virus“
- Spezies „CHeRI orbivirus 1“
- Spezies „Dnistrovskyi 408 orbivirus“
- Spezies „Guangxi orbivirus“
- Spezies „Heramatsu virus“
- Spezies „Heramatsu virus KY-663“
- Spezies „Ife virus“
- Spezies „Itupiranga virus“
- Spezies „Japanaut virus“
- Spezies „Kammavanpettai virus“
- Spezies „Kasba virus“
- Spezies „Letea virus“
- Spezies „Matucare virus“
- Spezies „Middle Point orbivirus“ („Middle Point virus“, vorgeschlagen)
- Spezies „Minnal virus“
- Spezies „Mobuck virus“
- Spezies „Morris orbivirus“
- Spezies „Mudjinabarry virus“
- Spezies „Mulberry orbivirus“
- Spezies „Okhotskiy virus“
- Spezies „Orbivirus JKT-8132“
- Spezies „Orbivirus PREDICT_Orbi-6“
- Spezies „Orbivirus SX-2017a“
- Spezies „Parry's Lagoon virus“
- Spezies „Pata virus“
- Spezies „Rasqueado orbivirus“
- Spezies „Sandy Bay Virus“
- Spezies „Sathuvachari virus“
- Spezies „Skunk River virus“
- Spezies „Stretch Lagoon orbivirus“ („Stretch Lagoon virus“)
- Spezies „Tibet orbivirus“
- Spezies „Fengkai orbivirus“
- Spezies „Tick and insect-borne orbivirus“
- Spezies „Vellore virus“
- Spezies „Xinjiang tick orbivirus“

### Serogruppen
Diese Gattung wurde herkömmlich in mindestens 14 Serogruppen unterteilt.
In einigen Fällen werden die Serogruppen zusätzlich in Untergruppen unterteilt, einige Viren blieben noch ohne Zuordnung zu einer Serogruppe.
Die Serogruppen werden anhand von antikörperbasierten Tests unterschieden.
Diese Tests umfassen ELISA-Tests und ergänzen Fixationstests per Komplementbindungsreaktion.
Die Serogruppen bzw. – wenn vorhanden – die Serountergruppen entsprechen den Spezies in der modernen Taxonomie. Aber nicht allen Serotypen lässt sich beim NCBI ein Stamm (englisch strain) oder ein Isolat zuordnen.
- Serogruppe der Afrikanischen Pferdepestviren (Spezies Afrikanisches Pferdepestvirus, en. African horse sickness virus)

- African horse sickness virus 1–9 (AHSV 1–9)

- Serogruppe der Blauzungenviren (Spezies Blauzungenvirus, en. Bluetongue virus)

- Bluetongue virus 1–26 (BTV 1–26)

- Changuinola-Serogruppe (Spezies Changuinola-Virus)

- Altamira virus (ALTV)
- Almeirim virus (ALMV)
- Caninde virus (CANV)
- Changuinola virus (CGLV)
- Irituia virus (IRIV)
- Jamanxi virus (JAMV)
- Jari virus (JARIV)
- Gurupi virus (GURV)
- Monte Dourado virus (MDOV)
- Ourem virus (OURV)
- Purus virus (PURV)
- Saraca virus (SRAV)

- Corriparta-Serogruppe (Spezies Corriparta-Virus)

- Acado virus (ACDV) :* Corriparta virus (CORV) * Eubenangee-Serogruppe (Spezies Eubenangee-Virus) :* Eubenangee virus (EUBV) :* Tilligerry virus (TILV) * Serogruppe der Epizootischen Hämorrhagie der Hirsche  (Epizootic haemorrhagic disease serogroup, Spezies Epizootische-Hämorrhagie-Virus) :* Epizootic hemorrhagic disease virus 1 (EHDV 1) :* Epizootic hemorrhagic disease virus 2 (EHDV 2) :* Kawanabe virus * Equine Encephalosis-Serogruppe (Spezies Equines Encephalosis-Virus, EEV) :* Equine encephalosis virus 1–7 (EEV 1–7) * Great-Island-Serogruppe (Spezies Great Island virus und Verwandte) :* Kemerovo virus (KEMV) :* Essaouira virus (ESSV) :* Kala iris virus (KIRV) :* Mill Door/79 virus (MILDV) :* Rabbit syncytium virus (RSV) :* Tribeč virus (TRBV) :* Broadhaven virus (BRDV) :* Chenuda-Untergruppe (Spezies Chenuda-Virus) :* Wad-Medani-Untergruppe (Spezies Wad Medani virus) * Serogruppe der Orungoviren (Spezies Orungo-Virus) :* Orungo virus 1–3 (ORUV 1–3) * Palyam-Serogruppe (Spezies Palyam-Virus) :* Abadina virus (ABAV) :* Apies River virus :* Bunyip Creek virus (BCV) :* Chuzan (Kasba) virus (KASV)
- CSIRO Village virus (CVGV)
- D'Aguilar virus (DAGV)
- Marrakai virus (MARV)
- Petevo virus (PETV)
- Vellore virus (VELV)

- Umatilla-Serogruppe (Spezies Umatilla-Virus)

- Llano Seco virus (LLSV)
- Minnal virus (MINV)
- Netivot virus (NETV)
- Umatilla virus (UMAV)

- Wallal-Serogruppe (Spezies Wallal-Virus)

- Wallal virus (WALV)

- Warrego-Serogruppe (Spezies Warrego-Virus)

- Mitchell River virus (MRV)
- Warrego virus (WARV)

- Wongorr-Serogruppe (Spezies Wongorr-Virus)

- Paroo River virus (PRV)
- Picola virus (PIAV)
- Wongorr virus (WGRV)

- Lebombo virus (LEBV, Spezies Lebombo-Virus, ohne Gruppenzuordnung)
- Pata virus (PATAV, Spezies „Pata virus“, ohne Gruppenzuordnung)

### Vektorgruppen
Orbiviren werden soweit bekannt durch verschiedene Gruppen von Mücken und Zecken übertragen.
Die von einem bestimmten Vektortyp übertragenen Viren scheinen oft sowohl genetisch als auch serologisch verwandt zu sein, was natürlich für eine Anerkennung durch das ICTV einer Bestätigung durch Sequenzanalyse bedarf.
- Culicoides-Vektorgruppe (Gnitzen-Vektorgruppe), en. Midge vector group – Überträger sind Gnitzen der Gattung Culicoides

- Afrikanisches Pferdepestvirus
- Blauzungenvirus
- Palyam-Virus: Chuzan-Virus
- Epizootische-Hämorrhagie-Virus
- Equines Encephalosis-Virus
- Eubenangee-Virus
- Palyam-Virus
- Wallal-Virus
- Warrego-Virus

- Moskito-Vektorgruppe (Stechfliegen-Vektorgruppe), en. Mosquito vector group – Überträger sind Stechfliegen (Culicidae)

- Corriparta-Virus
- Peruanisches Pferdepestvirus
- Wongorr-Virus
- Umatilla-Virus
- Yunnan-Orbivirus

- Zecken-Vektorgruppe – die Vertreter dieser Gruppe gehören alle zur Spezies Great Island virus. Aus dieser Gruppe könnten die Vorfahren der anderen Gruppen stammen.[24]

- Great Island virus

- Broadhaven virus
- Kemerovo-Virus
- Lipovnik virus
- Tribeč-Virus

## Forschungsgeschichte
Im Jahr 1719 verursachte das Afrikanische Pferdepestvirus (AHSV) die erste große Orbivirus-Epidemie, bei der 1.500 Tiere getötet wurden.
Der historisch bedeutendste Orbivirus-Ausbruch trat zwischen 1854 und 1855 auf, als AHSV 70.000 Pferde infizierte. AHSV wurde 1900 als Virus entdeckt, und kurz darauf folgte 1905 die Blauzungenvirus. Im 20. und 21. Jahrhundert kam es sporadisch zu weiteren Ausbrüchen.